# Félix Savón Fabre
Félix Savón Fabre (San Vicente, Cuba 1967) és un boxador cubà, ja retirat, guanyador de tres medalles olímpiques d'or.

## Biografia
Va néixer el 22 de setembre de 1967 a la ciutat de San Vicente, població situada a la província de Guantánamo.

## Carrera esportiva
Va participar, als 22 anys, en els Jocs Olímpics d'Estiu de 1992 celebrats a Barcelona (Catalunya), on va aconseguir guanyar la medalla d'or en la prova de pes pesant, un metall que aconseguí revalidar en els Jocs Olímpics d'Estiu de 1996 realitzats a Atlanta (Estats Units) i en els Jocs Olímpics d'Estiu de 2000 realitzats a Sydney (Austràlia). Juntament amb l'hongarès László Papp i el cubà Teófilo Stevenson és l'únic boxejador en aconseguir guanyar tres medalles olímpiques d'or.
Al llarg de la seva carrera ha guanyat set medalles en el Campionat del Món de boxa, sis d'elles d'or; tres medalles en els Jocs Panamericans, totes elles d'or; i quatre medalles en els Jocs Centreamericans i del Carib, totes elles d'or.